# 정호근 (배우)
정호근(鄭祜根, 1964년 9월 28일~)은 대한민국의 배우이다.
충청남도 대전 삼성동에서 군인인 아버지의 아들로 출생하였다. 서울 성북구 성북동에서 잠시 유아기를 보낸 적이 있고, 그 후 충청남도 대전 선화동에서 유년기를 보냈다. 8살 때 군인인 아버지를 따라 경기도 안양으로 이사했다. 1975년 만화 영화 OST를 불러 소년 학생 가수로 데뷔하였다. 1984년 MBC 문화방송 17기 탤런트로 공채되었다.
2014년 "평소에도 직감과 예지력이 뛰어나 동료들에게서 신기가 있다는 소리를 많이 많이 들었다"며 "할머니께서 무속인이셨는데 그 영향인지 어려서부터 정신세계에 대해 관심이 많아 관련 서적을 많이 읽었고 그간 무속에 대해 편견이 없이 살아 왔다"고 말하면서 신내림을 받고 무속인이 된 사실을 밝혔다.

## 학력
- 남강고등학교 졸업
- 중앙대학교 연극영화학과 학사

## 출연작

### 드라마
- 1984년 MBC 《수사반장》
- 1984년 MBC 《햇빛사냥》
- 1984년 MBC 《물보라》 ... 재수생 아들 역
- 1985년 MBC 《갯마을》
- 1985년 MBC 《억새풀》
- 1986년 MBC 《아버지 우리 아버지》
- 1986년 MBC 《그의 아내》
- 1987년 MBC 《전원일기》 ... 불량 청년1 역
- 1987년 MBC 《푸른교실》
- 1990년 MBC 《조선왕조 오백년 - 대원군》 ... 민겸호 역
- 1990년 MBC 《반민특위》 ... 이재형 역
- 1991년 MBC 《여명의 눈동자》 ... 가네야마 이등병(권동진) 역
- 1992년 SBS 《사랑하는 당신》 ... 성경우 역
- 1993년 MBC 《제3공화국》 ... 박정희 소령의 내연녀 이현란의 고향 선배 이효 대위 역
- 1995년 KBS 2TV 《역사의 라이벌》
- 1995년 KBS 2TV 《장녹수》 ... 내관 김자원 역
- 1996년 MBC 《사과꽃 향기》 ... 보도국장 역
- 1996년 MBC 《나》
- 1997년 MBC 《의가형제》 ... 춘천지방검찰청 강릉지청 이영섭 검사 역
- 1998년 MBC 《전원일기》860회 왜들 그러시나? 산업 재해 합의 빙자 금품 갈취범 1 역
- 1998년 MBC 《애드버킷》 ... 법무법인 신화 변호사 역
- 1998년 KBS 1TV 《희망여관》
- 1999년 MBC 《왕초》 ... 친일파 경찰 아베 /  김동식 예비역 대령 역
- 1999년 MBC 《허준》 ... 내의원 봉사 정태은 역
- 2000년 MBC 《시트콤 세 친구》 ... 엽기 답답타파남 정호근 역으로 카메오 단역
- 2000년 MBC 《가시고기》
- 2000년 MBC 《아줌마》 ...34회 이혼 조정 판사역
- 2001년 MBC 《상도》 ... 송상 장석주 도방 역
- 2002년 SBS 《야인시대》 ... 종로 아오마스 오야붕 역
- 2002년 MBC 《현정아 사랑해》 ... 조동준 역
- 2002년 MBC 《삼총사》 ... 이건우 역
- 2003년 MBC 《다모》 ... 최달평 역
- 2003년 SBS 《왕의 여자》 ... 엄일괴 역
- 2003년 EBS 《동그라미 가족》 ... 오경제 아버지 역
- 2004년 KBS 《무인시대》 ... 함사 역
- 2004년 KBS 2TV 《해신》 ... 대치 역
- 2005년 MBC 《제5공화국》 ... 대통령경호실장 차지철 역
- 2006년 MBC 《진짜 진짜 좋아해》... 부조리장 역
- 2006년 KBS 2TV 《투명인간 최장수》
- 2006년 KBS 1TV 《대조영》 ... 사부구 역
- 2006년 MBC 《누나》 ... 사채업자 역
- 2007년 MBC 《이산》 ... 민주식 역
- 2007년 MBC 《뉴하트》 ... 흉부외과 스텝 민영규 역
- 2008년 MBC 《대한민국 변호사》 ... 오영탁 역
- 2009년 KBS 2TV 《미워도 다시 한 번 2009》 ... 권동철 기자 역
- 2009년 MBC 《선덕여왕》 ... 설지 역
- 2010년 EBS 《어린이 손자병법》 ... 손주 역
- 2010년 MBC 《동이》 ... 변 행수 역
- 2011년 KBS 2TV 《강력반》 ... 김중만 역
- 2011년 KBS 1TV 《광개토태왕》 ... 풍발 역
- 2012년 MBC 《무신》 ... 선인렬 역
- 2013년 KBS 2TV 《굿 닥터》 ... 박춘성 역
- 2013년 tvN 《푸른거탑》 ... 전입신병 정호근 이병 역
- 2013년 MBC 《스캔들: 매우 충격적이고 부도덕한 사건》 ... 태하건설 직원 역
- 2014년 KBS 1TV 《정도전》 ... 임견미 역
- 2014년 MBC 《드라마 페스티벌 - 가봉》 ... 사장 역

### 영화
- 2000년 《그림일기》 ... 대뽀 역
- 2000년 《산책》 ... 김홍철 역
- 2006년 《한반도》 ... 오카모토 역

### 연극
- 《세종대왕》 ... 양녕대군 이제 역(주연)

### 뮤지컬
- 《알라딘과 요술램프》 ... 지니 역

### 마당놀이
- 2004년: 《MBC 마당놀이 제비가 기가막혀》

### TV 프로그램
- 1996년 ~ 2009년 KBS 《가족오락관》
- 2006년/2008년/2020년 KBS 1TV 《TV는 사랑을 싣고》
- 2012년 JTBC 《신화방송》
- 2020년 KBS 1TV 《아침마당》
- 2020년 MBC 《황금어장 라디오스타》
- 2020년 채널A 《행복한 아침》

## 가족
- 배우자: 장윤선
- 자녀: 3녀 2남